# Митрович, Матей
Ма́тей Ми́трович (хорв. Matej Mitrović; род. 10 ноября 1993 или 4 февраля 1993, Пожега) — хорватский футболист, защитник клуба «Риека».

## Клубная карьера
Матей Митрович начинал свою карьеру футболиста в клубе «Цибалия». 25 февраля 2012 года он дебютировал в хорватской Первой лиге, выйдя на замену в середине второго тайма домашнего матча против «Славена Белупо». В начале сентября 2013 года Митрович перешёл в «Риеку». 13 мая 2014 года он впервые забил на высшем уровне, при этом сделал это в ответной встрече финале Кубка Хорватии, открыв счёт в домашнем поединке против загребского «Динамо».
В январе 2017 года Митрович перешёл в турецкий «Бешикташ», который заплатил за него 4,2 млн евро. Личный контракт игрока рассчитан до июля 2020 года, его зарплата составила 1,2 млн евро за сезон.
29 января 2018 года Митрович на правах аренды присоединился к бельгийскому клубу «Брюгге» на 6 месяцев. 20 июля он подписал полноценный 4-летний контракт с клубом.
1 июля 2022 года Митрович вернулся в «Риеку».

## Карьера в сборной
12 ноября 2014 года Матей Митрович дебютировал за сборную Хорватии, заменив на 84-й минуте товарищеского матча со сборной Аргентины защитника Марко Лешковича.

## Достижения
«Риека»
- Обладатель Кубка Хорватии: 2013/14
- Обладатель Суперкубка Хорватии: 2014

«Бешикташ»
- Чемпион Турции: 2016/17

«Брюгге»
- Чемпион Бельгии: 2017/18, 2019/20, 2020/21
- Обладатель Суперкубка Бельгии: 2018, 2021